# Walter Bullock
Walter Bullock (* 6. Mai 1907 in Shelburn, Sullivan County, Indiana; † 13. Juli 1953 in Los Angeles, Kalifornien) war ein US-amerikanischer Komponist, Songwriter und Drehbuchautor.

## Leben
Bullock studierte an der DePauw University (BA) und trat im Jahre 1936 der ASCAP bei. Er erhielt insgesamt zwei Oscar-Nominierungen, die erste 1937 für den Song When Did You Leave Heaven und die zweite 1941 für den Song Who Am I?. Bullock schrieb meist nur einzelne Titel und Songs für den Soundtrack der Filme. Außerdem betätigte er sich ab 1940 auch als Drehbuchautor.
1950 schrieb er mit Sylvia Regan das Musical Great to Be Alive!, welches im Winter Garden Theatre in New York aufgeführt wurde.
Er ist der Ur-Onkel des Schauspielers S. Scott Bullock.

## Auszeichnungen
- Oscars (Academy Awards)
  - 1937: nominiert für Sing, Baby, Sing (When Did You Leave Heaven)
  - 1941: nominiert für Hit Parade of 1941  (Who Am I?)

## Filmografie (Auswahl)

### Filmmusiken
- 1929: Blue Skies
- 1936: Sing, Baby, Sing
- 1938: Die Eiskönigin (Happy Landing)
- 1939: Die kleine Prinzessin (The Little Princess)
- 1940: Hit Parade of 1941
- 1944: Musik für Millionen (Music for Millions)
- 1949: Die Marx Brothers im Theater (Love Happy)
- 1999: Überall, nur nicht hier (Anywhere But Here)

### Drehbuch
- 1942: Springtime in the Rockies
- 1943: The Gang’s All Here
- 1948: Abenteuer auf Sizilien (Adventures of Casanova)
- 1951: Golden Girl
- 1952: Fünf Perlen (O. Henry’s Full House)
- 1989: Mord um Mitternacht (Turn Back the Clock)